# 朱倩蔚
朱倩蔚（1990年9月28日—），上海人，中国女子游泳运动员。

## 生平
朱倩蔚参加了2008年北京奥运会。在女子4x200米自由泳接力比赛中和谭淼、庞佳颖、杨雨合作夺得银牌。
2010年，朱倩蔚代表中国參加廣州亞運會游泳比賽的女子200米自由泳、4x200米自由泳接力及4x100米自由泳接力三個項目，奪得三面金牌。
2012年，朱倩蔚代表中国出戰英國倫敦舉行的奥林匹克运动会游泳比賽女子50米自由泳、4×100米自由泳接力及女子4×200米自由泳接力賽事。